# Mirror Man (Captain Beefheart album)
Mirror Man är det femte studioalbumet med Captain Beefheart & his Magic Band. Det innehåller material som spelades in 1967 för "Buddah Records", och som ursprungligen var avsett att ingå som en del av ett projekterat album kallat It Comes to You in a Plain Brown Wrapper. Stora delar av detta material nyinspelades och utgavs 1968 på albumet Strictly Personal på skivbolaget "Blue Thumb Records". Banden från den ursprungliga inspelningen behölls av "Buddah Records" som tog fyra av de outgivna låtarna och släppte dem på albumet Mirror Man 1971. På coveret anges felaktig at inspelningen gjordes "one night in Los Angeles in 1965".
Albumet domineras av tre långa blues-baserade jam-låtar nästan utan sång. Den fjärde låten, "Kandy Korn", är en tidigare version av låten som hittas på Strictly Personal. "Buddha Records" (numera korrekt stavat) återutgav albumet 1999, med några bonusspår, under namnet The Mirror Man Sessions.

## Låtlista
Sida 1
1. Tarotplane" – 19:08
2. "Kandy Korn" – 8:07

Sida 2
1. "25th Century Quaker" – 9:50
2. "Mirror Man" – 15:46

(Alla låtar skrivna av Captain Beefheart)

## Medverkande
Captain Beefheart & his Magic Band
- Captain Beefheart – sång, munspel, oboe
- Alex St. Clair Snouffer – gitarr
- Jerry Handley – basgitarr
- John French – trummor
- Jeff Cotton – gitarr

Bidragande musiker
- Mark Marcellino – keyboard